# Gromada Biecz
Gromada Biecz war eine Verwaltungseinheit in der Volksrepublik Polen zwischen 1954 und 1972. Verwaltet wurde die Gromada vom Gromadzka Rada Narodowa, dessen Sitz sich in Biecz befand und aus 11 Mitgliedern bestand.

Die Gromada Biecz gehörte zum Powiat Gubin in der Woiwodschaft Zielona Góra und bestand aus den ehemaligen Gromadas Biecz, Grodziszcze, Jasienica, Jałowice und Lasek der aufgelösten Gmina Biecz und der Gromada Koło der aufgelösten Gmina Brody. Am 13. November 1954 wurde, rückwirkend zum 1. Oktober 1954, die Gromada aus dem Powiat Gubin ausgegliedert und in den neugeschaffenen Powiat Lubski eingegliedert.

Mit der Gebietsreform zum 31. Dezember 1972 wurde die Gromada Biecz aufgelöst.